# Закон Сміта-Х'юза
Закон Сміта-Х'юза про національну професійну освіту 1917 року був актом Конгресу Сполучених Штатів, який сприяв розвитку професійної освіти в "сільському господарстві, ремеслах, промисловості та домашньому господарстві" і передбачав виділення федеральних коштів на цю мету. Таким чином, він є основою як для просування професійної освіти, так і для її ізоляції від решти навчальних програм у більшості шкіл. Закон є розширенням і модифікацією Закону Сміта-Левера 1914 року, і обидва закони значною мірою ґрунтувалися на доповіді та рекомендаціях звіту Чарльза Аллена Проссера Національної комісії з питань допомоги професійній освіті. Вудлоунська середня школа (Вудлоун, штат Вірджинія) стала першою державною середньою школою в Сполучених Штатах, яка почала викладати сільськогосподарську освіту відповідно до Закону Сміта-Х'юза. З усіх згаданих професійних предметів, домашня економіка є єдиним професійним предметом, який закон визнав для дівчат.

## Окремі державні ради з питань професійно-технічної освіти
Кілька конкретних елементів Закону сприяли ізоляції професійної освіти від інших частин загальноосвітньої програми середньої школи. До повноважень співпрацювати ... з Федеральною радою з питань професійної освіти". Кожна земельна рада повинна була розробити план: "...із зазначенням видів професійної освіти, на які пропонується використати асигнування; типів шкіл та обладнання; навчальних курсів; методів навчання; кваліфікації викладачів; ...планів підготовки викладачів. ... Такі плани повині подавати радою штату до Федеральної ради професійної освіти. Рада штату подає щорічний звіт до Федеральної ради професійної освіти про роботу, виконану в штаті, а також про надходження та витрати коштів відповідно до положень цього Закону". (Розділ 8)
Термін "план штату" (англ. state plan) від самого початку був неправильним. План виникає не з політики  штату та керівництва, а з мандатів, що містяться у Федеральному законі. Замість того, щоб встановлювати пріоритети штату, описувати організаційні системи або визначати цілі, заходи чи механізми підзвітності, метою плану було слугувати контрактом між урядом штату і федеральним урядом, що гарантує дотримання федеральних вимог і процедур.
Вимога створити Раду з питань професійної освіти призвела до того, що деякі штати створили Раду окремо від Державної ради з питань освіти. Таким чином, деякі штати мали дві окремі структури управління освітою. Це, у свою чергу, сприяло формуванню уявлення про професійні школи як окремі та відмінні від загальноосвітніх шкіл, а також про професійну освіту як окрему від "академічної" освіти. Це був випадок, коли діяв закон "Дідо".

## Розділення коштів
Сміт-Х'юз сформулював намір федерального уряду, що викладачами професійної освіти повинні бути "...особи, які мають достатній професійний досвід або контакти за родом діяльності...". (Розділ 12), які будут передавати свої професійні знання. Федеральні кошти, а також кошти штатів і місцевих органів влади на професійно-технічну освіту, як зазначено в державних планах, могли витрачатися на заробітну плату викладачів з професійним досвідом, але не на заробітну плату академічних викладачів. Хоча Закон мав на меті уникнути "розкрадання" коштів на професійну освіту іншими сегментами загальноосвітньої школи, результатом стало відокремлення програми професійно-технічної освіти від основної діяльності школи.

## Сегрегація учнів професійно-технічних навчальних закладів
Ключовий обмежувальний розділ Закону стосувався, однак, не вчителів, а учнів. Сміт-Г'юз вимагав, щоб школи або класи, які дають навчання "особам, які не працюють за наймом, вимагали, щоб принаймні половина часу такого навчання була присвячена практичній корисній або продуктивній роботі, причому таке навчання тривало не менше дев'яти місяців на рік і не менше тридцяти годин на тиждень" (Розділ 2). (Розділ 12) Таким чином, закон вимагав наступного: Якщо учень старшої школи навчався в одному класі у вчителя, який повністю або частково оплачувався з федеральних фондів професійної освіти, цей учень міг отримати не більше п'ятдесяти відсотків академічної освіти. Федеральна рада з питань професійної освіти швидко змогла розширити контроль за часом учнів до того, що стало відомим як правило 50-25-25: п'ятдесят відсотків часу - робота в майстерні, двадцять п'ять відсотків - тісно пов'язані з нею предмети і двадцять п'ять відсотків - робота над академічними курсами. Це правило стало універсальною рисою державних планів з 1920-х до початку 1960-х років.
У Законі 1917 року практично нічого не говорилося про прогнозування потреби в робочій силі та про централізований розподіл квот на підготовку кадрів між шкільними округами. Якби рушійною силою Закону був дефіцит робочої сили, можна було б очікувати, що він містив би процеси визначення дефіциту та контрольовані в часі засоби його подолання. Безумовно, розподіл часу учнів 50-25-25 краще підходить для розвитку деяких видів навичок, ніж для інших. Кінцевою метою закону, хоча вона ніколи не була чітко сформульована, була ідентифікація певних студентів і викладачів як " професійно-технічних специалістів", а також захист заробітної плати останніх шляхом резервування для них (виключно) певних сум федеральних коштів, доповнених внесками штатів і місцевих органів влади. Деякі критики вважають, що влада побачила, що програми практичного навчання перебувають під такою загрозою з боку домінуючої академічної еліти, що вони потребували такого захисту на рівні федерального закону. Результатом, однак, стало відокремлення академічних викладачів і студентів від викладачів і студентів професійно-технічних навчальних закладів та посилення соціального відчуження, якого побоювалися перші критики цих кроків.

## Сегрегація навчальної програми
Як і слід було очікувати, викладачі професійно-технічних навчальних закладів робили акцент на професійних навичках, майже повністю виключаючи теоретичний зміст. Одним із наслідків цього стало те, що інтелектуальний розвиток учнів професійно-технічних навчальних закладів, як правило, обмежувався у відносно ранньому віці. Іншим результатом було те, що учні, які пройшли таку підготовку, були погано підготовлені до передачі навичок на робочому місці або до здобуття нових навичок, коли їхні робочі місця зникали через технологічні зміни. Тодішні середні школи Сполучених Штатів мало що пропонували студентам, які цікавилися технічними предметами (задуманими як предмети, що пропонують тісну гармонію в більш-менш одночасній взаємодії теорії і практики).

## Закон Сміта-Г'юз протягом багатьох років
Політика та позиція, яку зайняв Конгрес Сполучених Штатів, ухвалюючи Закон Сміта-Х'юза, стали надзвичайно потужним чинником, що визначив нинішній статус професійної освіти. Примітно, що ці основні положення щодо сегрегації та відокремлення виявилися практично несприйнятливими до змін, незважаючи на масштабні зміни в акцентах, які відбулися з моменту прийняття закону. Насправді, ці положення були пізніше доповнені та посилені подальшими діями. Буде корисно коротко розглянути, як змінювався акцент на професійно-технічній освіті з роками.
Хоча у 1930-х роках акцент політики на федеральному рівні змістився з початкового акценту на національну оборону на гострі проблеми безробіття, федеральний вплив на професійно-технічні програми залишився практично незмінним. Однак у 1930-х роках відбулася значна зміна - акцент на професійно-технічних курсах у так званих "молодших коледжах" (які пізніше перетворилися на громадські коледжі).
У наступному десятилітті Закон про військову виробничу підготовку, який впроваджувався Комісією з питань військової робочої сили, запровадив концепцію програм "відкритого в'їзду, відкритого виїзду". Наступним кроком федерального уряду став Закон про підготовку сільських жителів до військового виробництва, який наголошував на програмах, пов'язаних із сільським господарством. На той час стало цілком зрозуміло, що в рамках професійно-технічної освіти діяли три закриті один від одного програмні напрямки: загальна освіта, програма професійно-технічної освіти та різноманітні програми професійної підготовки.
У 1940-1950-х роках програма професійно-технічної освіти, що виникла на початку 1900-х років з потреби "підготувати хлопців і дівчат до праці", передбачена як національна оборонна стратегія в 1920-х роках, зосереджена на боротьбі з безробіттям у 1930-х роках, тепер зіткнулася з необхідністю допомагати військовим зусиллям у 1940-х роках, а також з потребою забезпечити перехід до економіки мирного часу. У цей період і в 1960-х роках держави пережили спочатку бурхливий розвиток промисловості, пов'язаної з військовими зусиллями, а пізніше - зростання системи молодших коледжів і освіти для дорослих.
Вплив на професійну освіту в 1950-х роках характеризувався розвитком легкої промисловості на основі нових технологій, появою професій у сфері охорони здоров'я, а також включенням досвіду роботи як відповідної частини державної освіти. Крім того, соціальна політика на федеральному рівні призвела до внесення двох поправок до Закону Джорджа-Бардена 1946 року. Перша поправка, Розділ II "Професійна освіта в галузі практичної медсестринської справи", відображала зацікавленість Конгресу в "здоров'ї народу". Кілька років по тому, Розділ VIII мав на меті стимулювати програми технічної підготовки після запуску супутника "Простий Супутник-1".
У 1960-х роках професійно-технічна освіта переживала особливо стрімке зростання кількості учнів. Водночас технологічний прогрес спричиняв дедалі більшу дислокацію робочих місць. Розрив між заможними і незаможними збільшувався; не можна було ігнорувати бідність у районах економічної депресії. Конгрес відреагував на це прийняттям Закону про розвиток і підготовку робочої сили 1961 року (MDTA), за яким послідував Закон про професійну освіту 1963 року (VEA). Дивно відзначити, що майже через 50 років після прийняття Закону Сміта-Х'юза, незважаючи на всі проміжні зміни, визначення і мета професійної освіти, викладені в новому VEA, залишилися в основному тими ж самими.
Таким чином, основний характер федеральної професійної освіти залишався незмінним з 1917 до 1963 року, хоча дозволи на федеральні асигнування збільшувалися відповідно до Закону Джорджа-Бардена від 1946 року та Закону про національну оборонну освіту від 1958 року. Ця рання форма категоричної допомоги була успішною з точки зору фінансування та набору учнів. У 1917 році, якраз перед впровадженням закону Сміта-Х'юза, у Сполучених Штатах налічувалося 200 000 учнів професійно-технічних навчальних закладів, а на їхнє навчання щорічно витрачалося трохи менше 3 мільйонів доларів. Сорок років по тому кількість учнів зросла до 3,4 мільйона, а витрати склали 176 мільйонів доларів. Сміт-Х'юз вимагав, щоб федеральні гроші були співставлені з грошима штатів, місцевих органів влади або їх комбінації долар до долара. Сміт-Г'юз вимагав, щоб федеральні гроші  виділялилися еквівалентно порівняно зі штатами, місцевими урядами або їх комбінацією у співвідношенні 1 до 1. Наприкінці 1950-х років - останнього десятиліття для версії категоричної інтервенції Сміта-Х'юза - кошти, що виділяються штатами та місцевими органами влади, перевищували ті, що виділяло федеральна влада.

У основному розумінні, формула Сміта-Х'юза, на думку її найпалкіших прихильників, мала б вважатися величезним успіхом. Вона безпосередньо влила сотні мільйонів доларів у систему професійної освіти. Відповідні вимоги згенерували сотні мільйонів додаткових державних і місцевих коштів, які були спрямовані на програми професійно-технічної освіти. Ще більш вражаючим є те, що кількість учнів професійно-технічних навчальних закладів зросла у сімнадцять разів.
У цей період феноменального зростання вся сфера політики у сфері професійної освіти була віддана на відкуп практикам професійної освіти. Є кілька причин для цього явища. Історично склалося так, що професійно-технічна освіта не була пріоритетною сферою для типового реформатора освіти. Протягом багатьох років реформатори освіти та політики приділяли набагато більше уваги питанням якості підготовки до післяшкільної освіти. Цьому "доброякісному нехтуванню" сприяло кілька факторів. Більшість освітян, які обіймають керівні посади на федеральному, регіональному чи місцевому рівнях, мають незначний досвід роботи у сфері професійної освіти або взагалі не мають такого досвіду. Крім того, академічне дослідницьке співтовариство виявило незначний інтерес до проблем, що стоять перед професійною освітою. Нарешті, до недавнього часу суспільство не чинило значного тиску з метою суттєвої зміни способу надання професійної освіти. Як наслідок, політичні впливи на професійну освіту майже за замовчуванням залишалися за викладачами професійної освіти. Оскільки федеральні цілі в галузі професійної освіти так близько збігалися з побажаннями спільноти професійної освіти, а саме: захистити і розширити практичну підготовку в середніх школах США всупереч передбачуваній опозиції академічної еліти, федеральні закони, практично кажучи, мали самодостатню силу.